# Reinas (película de 2005)
Reinas es una película española, encuadrada dentro de los géneros de comedia de enredo coral y de temática LGBT, dirigida por Manuel Gómez Pereira en 2005. Con guion a cargo del tándem Yolanda García Serrano y Joaquín Oristrell, el elenco está integrado por reputadas actrices como Verónica Forqué, Carmen Maura, Marisa Paredes, Mercedes Sampietro, Betiana Blum y actores como Lluís Homar, Tito Valverde, Paco León, Unax Ugalde, Hugo Silva o Gustavo Salmerón.

## Sinopsis

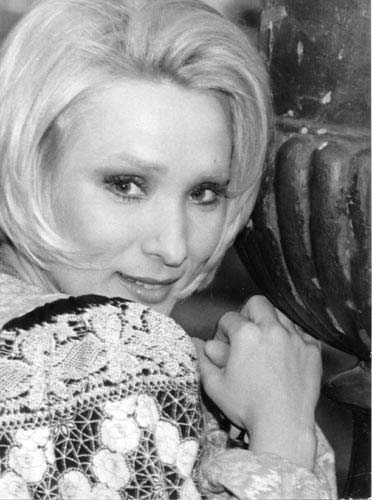
La argentina Betiana Blum interpreta a Ofelia

Tras la aprobación en España de la ley que autoriza los matrimonios entre homosexuales Reinas se centra en la serie de enredos, protagonizados por cinco parejas de hombres homosexuales candidatos a ser los primeros en casarse en una ceremonia civil gay multitudinaria, horas antes de que se celebren los enlaces.
Ofelia (Betiana Blum), Magda (Carmen Maura), Reyes (Marisa Paredes), Helena (Mercedes Sampietro) y Nuria (Verónica Forqué) son las madres excéntricas, entrañables, profesionales y que se preparan para asistir a la boda de sus respectivos hijos. Prácticamente sin relación entre ellas, la acción se desarrolla a lo largo de los tres días anteriores al enlace, en una continua sucesión de flashbacks que desarrollan la acción y muestran a los personajes.
Sus hijos son un grupo diverso de hombres gays atractivos, modernos y enamorados: Hugo (Gustavo Salmerón), Miguel (Unax Ugalde), Jonás (Hugo Silva), Óscar (Daniel Hendler), Narciso (Paco León) y Rafa (Raúl Jiménez). Al tándem madres-hijos también se unirán algunos padres y aunque cada mujer encajará el anuncio de la boda de una manera diferente, desde la aceptación hasta el rechazo, no habrá adversidad ni contratiempo capaz de impedir que las cinco asistan a la ceremonia.

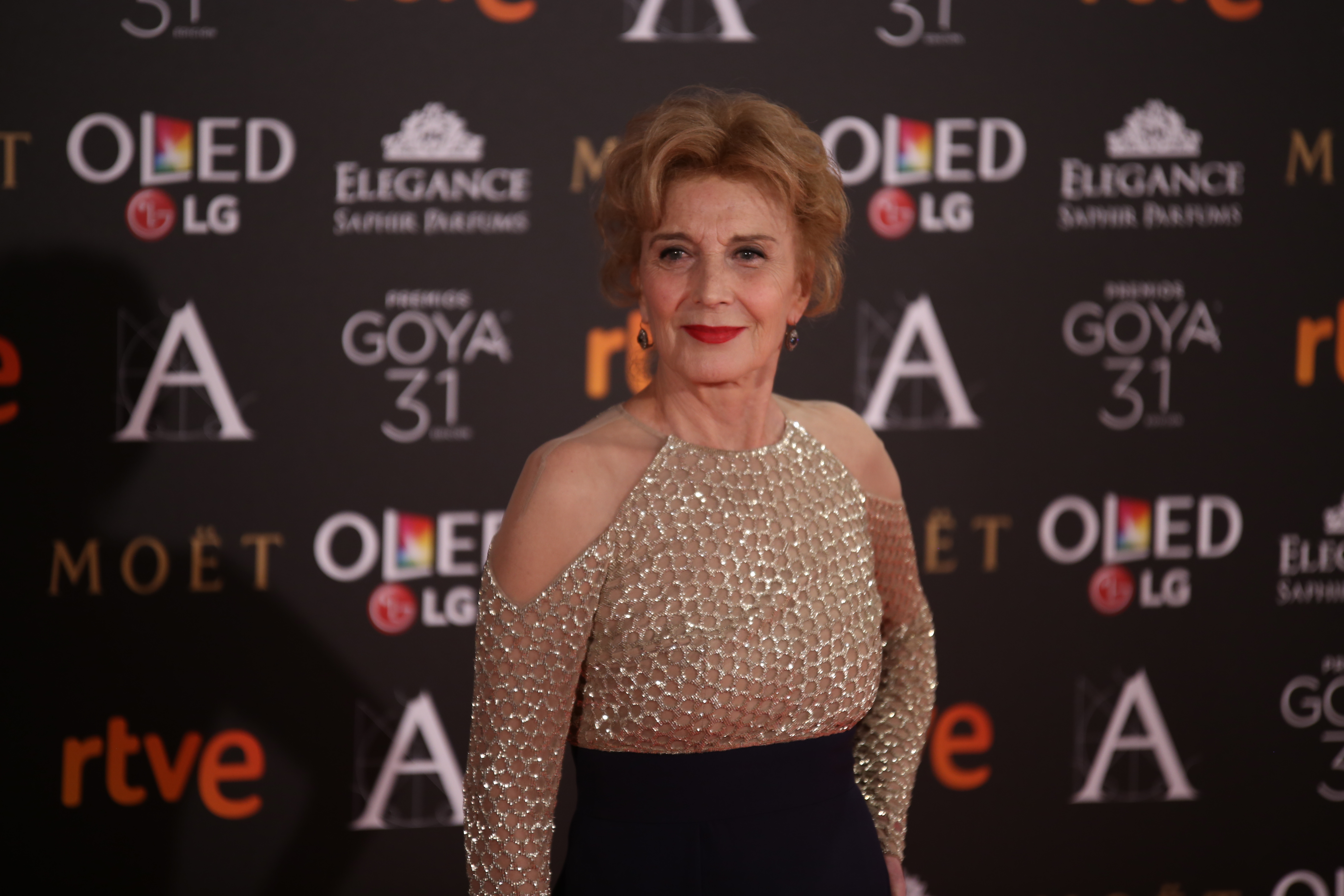
Marisa Paredes interpreta a Reyes: una famosa actriz diva, egoísta y "que ha trabajado con Almodóvar".

## Reparto
- Verónica Forqué es Nuria una mujer con problemas para controlar su libido que da pie a numerosas situaciones cómicas.Verónica Forqué - Nuria
- Carmen Maura - Magda
- Marisa Paredes - Reyes
- Helena (Mercedes Sampietro) es la juez a la que, para su disgusto, le propondrán oficiar la ceremonia multitudinaria.Mercedes Sampietro - Helena
- Betiana Blum - Ofelia
- Gustavo Salmerón - Hugo
- Unax Ugalde - Miguel
- Hugo Silva - Jonás
- Daniel Hendler - Óscar
- Paco León - Narciso
- Raúl Jiménez - Rafa
- Tito Valverde - Héctor
- Lluís Homar - Jacinto
- Jorge Perugorría - César
- Ginés García Millán - Néstor

## Temas
Aunque la película aborda, en clave de comedia de enredo, una hipotética primera boda gay civil multitudinaria en España en la época de producción la legislación no permitía el matrimonio entre personas del mismo sexo.
Uno de los aspectos más destacables es la elección del reparto y su peso en la trama a pesar de que la película es marcadamente coral. En el caso de las actrices se trata de un grupo heterogéneo y muy experimentado en el cine español y latinoamericano, como son Forqué, Maura, Paredes, Sampietro y Blum, acompañados por también veteranos y experimentados actores como Homar o Valverde. Los actores jóvenes, que en la película interpretan los roles de las parejas homosexuales, con el tiempo han tenido también una amplia trayectoria tanto en el cine como en televisión. Al respecto, Manuel Gómez Pereira señaló en una entrevista promocional en el diario El País:

"Parece que las películas hay que hacerlas para los jóvenes y con protagonistas de esa edad. Como si no se pudiese contar otro tipo de historias. (...) Siempre que tengas una idea que apasione tienes que luchar por ellas por encima de modas y de corrientes. Porque ante todo ellas son unas magníficas actrices"
Manuel Gómez Pereira, diario El País (2005)

## Recepción
Reinas tiene en general una positiva recepción por parte de la crítica especializada y los portales de información cinematográfica: en IMDb obtiene una puntuación de 6,7 sobre 10 y en FilmAffinity España de 5,3 sobre 10.
Casimiro Torreiro en la crítica que realizó en el diario El País critica "un uso grosero de multitud de tópicos anexos a la homosexualidad, una lectura más que discutible de las relaciones madres-hijos, un dejar, ¡ay!, campar por sus fueros a algunas de las protagonistas, que llegan incluso a hacer peligrar toda la credibilidad del asunto". Alberto Alcázar, en la web alohacriticon.com, destaca de la película el elenco femenino por "su interpretación solvente y porque la experiencia es un grado, proclamando como consortes monárquicos a Lluis Homar y Tito Valverde, espléndidos en su composición". Javier Ruiz de Arcaute en el blog de cine de la revista GQ reseña que "la película tiene un ritmo adecuado y es técnicamente impecable pero (...) le falta algo más de gancho y le cuesta un poco arrancar. Hay algunos personajes que tampoco pintan mucho pero que son necesarios para justificar la presencia de otros y eso produce algún altibajo (...). De todas formas también es cierto que va mejorando según avanza la película y al final la sensación es buena, incluso a pesar de un pastelero homenaje a las madres".